# وردة الدم
وردة الدم، فيلم أمريكي من إنتاج عام 1917، وهو فيلم دراما من أفلام السينما الصامتة من إخراج جيه غوردون إدواردز ومن بطولة ثيدا بارا. أخذ الفيلم عن قصة «الوردة الحمراء» من تأليف ريزارد أوردنسكي، كتب قصة الفيلم بيرنارد ماككونفيل.

## الممثلون
- ثيدا بارا بدور ليزا تابينكا
- غينفييف بلين بدور المربية
- تشارلز كلاري بدور الأمير آرباسوف
- ماري كيرنان بدور كوسيلا
- جوي كينغ بدور رئيس الوزراء

## حالة الحفظ
وردة الدم، الآن فيلم مفقود.

## وصلات خارجية
- وردة الدم على موقع IMDb (الإنجليزية)
- وردة الدم على موقع أول موفي (الإنجليزية)
- وردة الدم على موقع قاعدة بيانات الفيلم (الإنجليزية)
- وردة الدم على موقع ليتربوكسد (الإنجليزية)
- وردة الدم على موقع كينوبويسك (الروسية)
- Film still at britannica.com